# Никола Радичевић
Никола Радичевић (Чачак, 25. април 1994) је српски кошаркаш. Игра на позицији плејмејкера.

## Биографија
Радичевић је поникао у млађим категоријама чачанског Борца, а од 2010. играо је за јуниоре Партизана. Чак ни после запажених успеха у млађим репрезентативним селекцијама није успео да се избори за место у сениорском тиму црно-белих, али је његов таленат уочила шпанска Севиља и у септембру 2012. потписала са њим вишегодишњи професионални уговор. На НБА драфту 2015. изабрали су га Денвер нагетси у другој рунди као укупно 57. пик. У августу 2017. постао је играч Црвене звезде али је клуб напустио већ 22. јануара 2018. и прешао у Гран Канарију. У августу 2018. је постао играч италијанског Трента али се у овом клубу задржао само до 14. новембра исте године када се вратио у Гран Канарију.
Као репрезентативац Србије до прве медаље дошао је на Европском првенству за кадете 2009. године, а у питању је била бронза. На Европском јуниорском првенству освојио је сребро 2011. и бронзу 2012. године. На Турниру Алберт Швајцер одиграном 2012. године српској репрезентацији је припала сребрна медаља, а Радичевић је проглашен за најкориснијег играча такмичења.

## Успеси

### Клупски
- Цедевита Олимпија:
  - Првенство Словеније (1): 2023/24.
  - Куп Словеније (1): 2024.

### Репрезентативни
- Европско првенство до 16 година:  2009.
- Европско првенство до 18 година:  2011;  2012.
- Кошаркашки турнир Алберт Швајцер:  2012.

### Појединачни
- Најкориснији играч Турнира Алберт Швајцер (1): 2012.